# Acropora derawanensis
Acropora derawanensis is een rifkoralensoort uit de familie van de Acroporidae. De wetenschappelijke naam van de soort is voor het eerst geldig gepubliceerd in 1997 door Wallace.